# Wendover
Wendover är en stad och en civil parish i Buckinghamshire i England. Orten har 7 399 invånare (2011). Staden nämndes i Domedagsboken (Domesday Book) år 1086, och kallades då Wendoure/Wendovre.